# Tami Chynn
Tami Chynn, född 14 juni 1983 i Kingston, Jamaica som Tammar Anika Chin, är en sångerska, låtskriverska och dansös. Hon har arbetat med artister som Shaggy och Sean Paul. Hon är signad till Akons skivbolag Konvict Muzik och har framträtt i videon för Akon och Lil Waynes singel I'm So Paid (2008).

## Diskografi

### Studioalbum
- 2006: Out of Many...One
- 2009: Prima Donna